# Jan Moritz Onken
Jan Moritz Onken (* 20. August 1977 in Wuppertal) ist ein deutscher Dirigent.
Onkens Repertoire ist gekennzeichnet durch eine eingehende Auseinandersetzung mit Opern und Symphonien der Wiener Klassik und Werken russischer Komponisten wie Strawinski, Schostakowitsch oder Prokofjew. Einen weiteren Schwerpunkt bildet das Engagement für zeitgenössische Musik, etwa durch Aufführungen von Harrison Birtwistle und Arvo Pärt oder durch den intensiven Austausch mit Komponisten wie Pierre Boulez.

## Ausbildung
Mit 19 Jahren trat Onken als Cellist gemeinsam mit Yo-Yo Ma, Ivan Monighetti und Boris Pergamenschtschikow in der St. Petersburger Philharmonie unter Leitung von Mstislaw Rostropowitsch auf.
Onken wurde in St. Petersburg und Wien zum Dirigenten ausgebildet. Am Staatlichen Konservatorium St. Petersburg studierte er Orchesterleitung bei Alexander Polishchuk und Nikolai Alexejew. Bei den Bayreuther Festspielen hospitierte er 2003 bei Ádám Fischer. 2004, im Jahr seiner Diplomarbeit über die Gurre-Lieder von Arnold Schönberg, gab ihm zudem Anatolij Briskin Privatunterricht.

## Wirken
Nach Assistenzen bei Valery Gergiev und Mariss Jansons gründete er zunächst selbst mit jungen Musikern ein Orchester in Berlin: Die Tonika. Anschließend arbeitete er als Chefdirigent mit Symphonieorchestern in Kasachstan, Russland und Südafrika. Hierzu vergab der Deutsche Akademische Austauschdienst (DAAD) erstmals ein Stipendium und entsandte Onken in den Jahren 2007 bis 2009 zum Nationalkonservatorium in Almaty, 2010 bis 2013 zur Staatlichen Pädagogischen Herzen Universität St. Petersburg in St. Petersburg und 2013 zur Odeion School of Music (OSM) Camerata in Bloemfontein.
Als Gast dirigiert Onken seit 2003 sowohl große europäische Symphonieorchester als auch Orchester des asiatischen und afrikanischen Kontinents – darunter das Cape Town Philharmonic Orchestra, das Hwaum Chamber Orchestra, das Sinfonieorchester des Georgischen Nationalkonservatoriums, das Symphony Orchestra of the Belcanto Festival Dordrecht und das Orchester der Deutschen Oper Berlin. Seit 2010 arbeitet er mit dem Mariinsky-Theater (St. Petersburg) zusammen. 2013 leitete Onken die Operngala des Mariinsky-Theaters mit dessen Solisten und dem Philharmonischen Orchester Abakan im Rahmen eines UNESCO-Kongresses in Sibirien. Ebenfalls 2013 gab Onken sein Debüt bei den St. Petersburger Sinfonikern mit der 5. Sinfonie von Ludwig van Beethoven.
Aus der Zusammenarbeit mit dem Cape Town Philharmonic Orchestra und Maxime Zecchini entstand im Jahr 2013 die Einspielung von Klavierwerken für die linke Hand, die Paul Wittgenstein nach dem Ersten Weltkrieg bei Benjamin Britten, Maurice Ravel und Sergei Prokofjew in Auftrag gab.
2015 leitete er im Rahmen eines Gastdirigates am Tadschikisch Akademischen Opern- und Balletthaus in Dushanbe Operninszenierungen und Symphoniekonzerte, u. a. die Neu-Inszenierung von Tschaikowskis Iolanta.
Im September 2015 erhielt Onken eine Einladung zum 5th Global Table der BMW-Foundation in Tansania, wo die Idee eines Silk Road Cultural Belt entstand. Zur Unterstützung dieser Idee einer digitalen Seidenstraße gründet er 2016 die Callias Foundation und das Silk Road Symphony Orchestra, das im Juni 2016 im großen Sendesaal des RBB in Berlin sein Debüt gab.

## Auszeichnungen
- Preisträger des Internationalen Dirigentenwettbewerbs in Budapest 2010

## Diskografie
- Œuvres pour la main gauche – Anthologie Vol. 4. Hommage à Paul Wittgenstein. Werke von Sergej Prokofjew, Maurice Ravel, Benjamin Britten (erschienen Juli 2014 bei Ad Vitam / Harmonia Mundi)